# 若狭敬一のドラゴンズワールド WEEKEND SPECIAL
若狭敬一のドラゴンズワールド （わかさけいいちのどらごんずわーるど）とは、CBCラジオで毎週金曜日に放送されているドラゴンズ応援番組。
月曜日に放送されている久野誠のドラゴンズワールドの姉妹番組。なお、この番組は以前放送されていたマジスポがドラゴンズワールドに統合される形で放送を開始した。
番組のオープニングテーマにはTHE SPECIALSの「LITTLE BITCH」（「Dancemania SUMMERS」「Dance Dance Revolution 2ndMIX」収録）が使用されている。
オフシーズンは2時間ワイドであり、金曜日も放送されるが、プロ野球シーズンはナイターの関係で1時間のみの放送になり、土曜日のみの放送となる。2008年のプロ野球シーズン中は新番組「土曜天国 ぴかラジ」がスタートするため、番組は休止となる。

## 放送時間
- 毎週金曜日　17:53～18:40（JST）

## 出演者
- 若狭敬一（CBCアナウンサー、司会）
- 氏田朋子（CBCアナウンサー、金曜秘書）

### 論説委員
- 落合英二

## 過去の出演者

### 秘書
- 平山真美（金曜秘書）
- 占部沙矢香（CBCアナウンサー、土曜秘書）
- 夏目みな美（CBCアナウンサー、土曜秘書）
- 青木まな（CBCアナウンサー、占部アナの代理）

### 編集長（代理）
- 塩見啓一（CBCアナウンサー）

### ドラ番記者
- 西村俊仁（CBCアナウンサー）

### 論説委員（CBC野球解説者）
- 彦野利勝
- 小松辰雄
- 今中慎二（NHK野球解説者特別客員、シーズンオフのみ）

## タイムテーブル

### 金曜日
- 17:53　オープニング
- 18:00　ドラ番情報（担当：西村俊仁）
- 18:11　CBC交通情報
- 18:17　ドラゴンズ情報&ゲストコーナー
- 18:36　週間野球小説
- 18:46　エンディング

## その他
- デーゲーム中継が5:00に終了した場合は4:30から5:00までに放送される『右田圭司の興味新々ワールド』と『中野浩一のフリートーク』は、5:00から放送され、5:30からレース速報を放送するため、ドラゴンズワールドは5時35分から放送される。なお、このときは若狭が休むことが多く、塩見アナが代わりに担当し、シングルも『By塩見』が最後につく。
- なお、年末年始はこの番組は放送されず、当番組内に内包されているウィークエンドネットワークは単独番組として17時45分から放送される。
- 若狭と夏目は引き続き、ドラゴンズナイター最前線に出演する。

## 関連番組
- 久野誠のドラゴンズワールド
- CBCドラゴンズナイター